# Marquesado de Orellana la Vieja
El marquesado de Orellana la Vieja es un título nobiliario español creado el 18 de mayo de 1646 por el rey Felipe IV de España a favor de Rodrigo Enrique de Orellana Toledo y Mendoza, XII señor de Orellana la Vieja.

## Denominación
Su denominación hace referencia a la localidad de Orellana la Vieja, provincia de Badajoz.

## Marqueses de Orellana la Vieja
|                               | Titular                                                            | Periodo                |
| Creación por Felipe IV        | Creación por Felipe IV                                             | Creación por Felipe IV |
| ----------------------------- | ------------------------------------------------------------------ | ---------------------- |
| I                             | Rodrigo Enrique de Orellana Toledo y Mendoza                       | 1646-¿?                |
| II                            | Pedro Alfonso de Orellana                                          | ¿?-¿?                  |
| III                           | Rodrigo Francisco de Orellana y Sotomayor                          | ¿?-¿?                  |
| IV                            | Juan de la Cruz Pizarro Piccolomini de Aragón                      | ¿?-1771                |
| V                             | Florencia Pizarro Piccolomini de Aragón y Peraza                   | 1771-1794              |
| VI                            | Juan de la Cruz Bellvís de Moncada y Pizarro                       | 1794-1835              |
| VII                           | Antonio Ciriaco Bellvís de Moncada y Álvarez de Toledo             | 1835-1842              |
| VIII                          | María Jacoba Álvarez de las Asturias Bohorques y Belvís de Moncada | 1842-1848              |
| Rehabilitado por Alfonso XIII |                                                                    |                        |
| IX                            | María Luisa Cotoner y Álvarez de las Asturias Bohorques            | 1918-1930              |
| X                             | María del Carmen Cotoner y Cotoner                                 | 1930-1988              |
| XI                            | Íñigo Seoane y Cotoner                                             | 1988-2003              |
| XII                           | Beltrán Seoane García                                              | 2004-actual titular    |

## Historia de los Marqueses de Orellana la Vieja

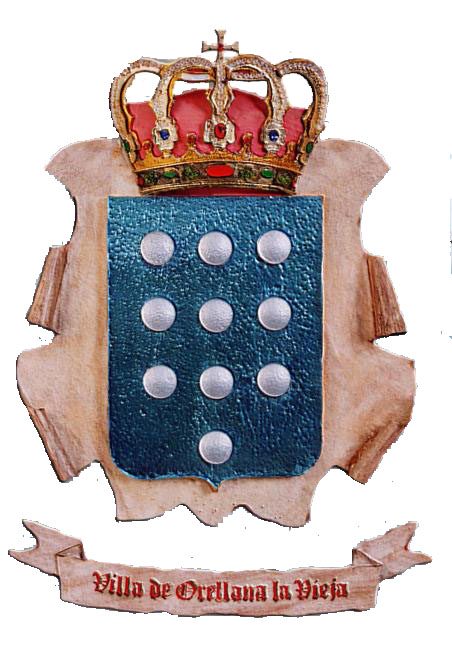
Escudo de Orellana la Vieja, de donde eran señores los marqueses de Orellana la Vieja

- Rodrigo Enrique de Orellana Toledo y Mendoza, I marqués de Orellana la Vieja.

- Pedro Alfonso de Orellana, II marqués de Orellana la Vieja.[3]

Se casó con María Meneses de Sotomayor, hija de Antonio Meneses y Sotomayor, VII señor de Alconchel.  Le sucedió su hijo:
- Rodrigo Francisco de Orellana y Sotomayor (m. después de 1700), III marqués de Orellana la Vieja, X señor de Alconchel, X de Zahínos y de Fermoselle,[3] mayordomo y caballerizo de la reina Mariana de Austria.[5]

Se casó el 29 de enero de 1645 con Aldonza Chacón y Meneses, hija de Diego Chacón, III conde de Casarrubios del Monte, y de su primera esposa, Inés María de Mendoza y Castilla.
- Juan de la Cruz Pizarro Piccolomini de Aragón (Madrid, 14 de diciembre de 1697-Madrid, 18 de enero de 1771), IV marqués de Orellana la Vieja,[6]  XI señor de Alconchel, XI señor de Zahínos[7] y II marqués de San Juan de Piedras Albas.[8] Fue presidente del Consejo de Indias, alcaide de los Reales Sitios y grande de España.[7]

Se casó en primeras nupcias el 11 de agosto de 1725 en el convento de Santa Clara de Madrid con Juana Josefa de Herrera y Llarena, hija de Juan Bautista de Herrera y Ayala y Magdalena Llarena y Viña. Contrajo un segundo matrimonio con Francisca Osorio del Águila. Le sucedió su hija del primer matrimonio:
- Florencia Pizarro Piccolomini de Aragón y Peraza (Madrid, 20 de junio de 1727-Madrid, 4 de agosto de 1794) , V marquesa de Orellana la Vieja, XII señora de Alconchel, XII señora de Zahínos, Fermoselle, y Ampudia, III marquesa de San Juan de Piedras Albas,[8] grande de España, VII marquesa de Adeje, XII condesa de La Gomera, etc., camarera mayor de Palacio.[9]

Se  casó en primeras nupcias con Antonio de Herrera y Ayala. Después de enviudar, contrajo un segundo matrimonio en el palacio de Puerta Cerrada de Madrid el 17 de febrero de 1754, con Pascual Benito Bellvís de Moncada e Ibáñez de Segovia VIII marqués de Villamayor de las Ibernias, II marqués de Bélgida, VI marqués de Benavites, X conde de Villardompardo, VI conde de Sallent, VI conde de Villamonte, conde del Sacro Romano Imperio, de Marrades y, desde 1779, sucedió a Marcos Ignacio López de Mendoza e Ibáñez de Segovia, XIV marqués de Mondéjar, IX  marqués de Agrópoli, XIV marqués de Valhermoso de Tajuña y XVI conde de Tendilla. Le sucedió su hijo:
- Juan de la Cruz Bellvís de Moncada y Pizarro (Madrid, 1 de diciembre de 1756-20 de octubre de 1835), VI marqués de Orellana la Vieja,[9]  XIII señor de Alconchel y XIII señor de Zahínos,[9] IX marqués de Villamayor de las Ibernias, IV marqués de San Juan de Piedras Albas,[8] XV marqués de Mondéjar,[8] III marqués de Bélgida, VII marqués de Benavites, VIII marqués de Adeje, XI conde de Villardompardo, etc.[12][9]

Contrajo matrimonio en Madrid el 14 de abril de 1774 con María de la Encarnación Álvarez de Toledo y Gonzaga,  hija de Antonio Álvarez de Toledo y Osorio, X marqués de Villafranca del Bierzo, y de su segunda esposa María Antonia Gonzaga y Caracciolo. Le sucedió su hijo.
- Antonio Ciriaco Bellvís de Moncada y Álvarez de Toledo (Madrid, 8 de agosto de 1775-10 de agosto de 1842), VII marqués de Orellana la Vieja, XIV señor de Alconchel,[9] X marqués de Villamayor de las Ibernias, XI marqués de Agrópolis, V marqués de San Juan de Piedras Alba,[8] IV marqués de Bélgida, IX marqués de Adeje,  VIII marqués de Benavites, XVI marqués de Mondejar,[8] XIX conde de Tendilla, XII conde de Villardompardo, XIII conde de la Gomera, VIII conde de Villamonte, VIII conde de Sallent, conde del Sacro Romano Imperio.[14]

Se casó en Madrid el 16 de enero de 1799 con María Benita de los Dolores Palafox y Portocarrero, VII condesa de Montijo.  Le sucedió su nieta, hija de su hija María Josefa Simona Belvís de Moncada y Palafox IX condesa de Villamonte, casada con José Álvarez de las Asturias Bohorques y Chacón.
- María Jacoba Álvarez de las Asturias Bohorques y Belvís de Moncada (m. 19 de marzo de 1848), VIII marquesa de Orellana la Vieja.[16]

Se casó en Madrid el 6 de julio de 1847 con Mateo Nicolás Aranguren y González de Echavarri, VII conde de Monterrón, caballero de Calatrava, senador del reino y diputado foral de Guipúzcoa. Sin sucesión. Le sucedió su sobrina nieta.
Rehabilitado por el rey Alfonso XIII en 1918:
- María Luisa Cotoner y Álvarez de las Asturias Bohorques[2] (Madrid, 6 de febrero de 1879-Madrid, 31 de mayo de 1948), IX marquesa de Orellana la Vieja,[17] XXI marquesa de Mondéjar,[18] XI marquesa de Adeje (por rehabilitación en 1918), VIII marquesa de Bélgida, XIII marquesa de Villamayor de las Ibernias (por rehabilitación en 1918), XV condesa de Villardompardo.

Se casó el 22 de junio de 1900 con su primo hermano José Fernando Cotoner y de Veri, VII marqués de Ariany. En 1930 cedió el título a su hija:
- María del Carmen Cotoner y Cotoner (Madrid, 16 de marzo de 1912-Madrid, 27 de agosto de 1995),  X marquesa de Orellana la Vieja,[17] V duquesa de Amalfi,[17] (por sentencia judicial en 1959).[17]

Se casó el 7 de noviembre de 1930 con Pedro Seoane y Diana. En 1988 cedió el título a su hijo:
- Íñigo Seoane y Cotoner (1922-2003), XI marqués de Orellana la Vieja,[17][19] VI duque de Amalfi.[17]

Se casó con Amalia García y Alonso. Le sucedió su hijo:
- Beltrán Seoane García, XII marqués de Orellana la Vieja.[17][2][20]